# Klasztor Benedyktynów w Mogilnie
Klasztor benedyktynów w Mogilnie – kompleks klasztorny powstały w XI wieku, położony nad Jeziorem Mogileńskim. Został ufundowany najprawdopodobniej przez Kazimierza Odnowiciela. Obecnie pełni funkcję kościoła parafii św. Jana Apostoła. 1 stycznia 2014 roku klasztor przeszedł pod władanie Zakonu Braci Mniejszych Kapucynów.

## Historia
Klasztor został ufundowany przez Kazimierza Odnowiciela w II połowie XI wieku. Benedyktyni zostali wówczas sprowadzeni do założonego dwa wieki wcześniej grodu na półwyspie wcinającym się w Jezioro Mogileńskie. Zakonnicy pochodzili najczęściej z Nadrenii i Bawarii, zaś klasztor otrzymał w formie nadania dwadzieścia trzy miejscowości w okolicach Mogilna, siedem wsi w okolicach Płocka oraz prawo do dochodów z pięciu dalszych grodów położonych w rejonie Łęczycy. Budowa zabudowań kościelnych i klasztornych rozpoczęła się natychmiast po przyjeździe mnichów. Obiekty były wznoszone z dostępnych w okolicy granitu i wapienia. Mogileńscy benedyktyni uczestniczyli w szerzeniu chrześcijaństwa na Mazowszu i Kujawach, a ich społeczność rozrosła się na tyle, że w 1145 przejęli oni kościół św. Jakuba i kościół św. Klemensa w Mogilnie. Stare zabudowania klasztorne zostały przebudowane w stylu późnoromańskim, po zniszczeniu ich przez oddziały księcia Władysława Odonica i konflikcie zakonników z księciem Władysławem Laskonogim. Wzgórze zajmowane przez benedyktynów zostało otoczone kamiennym murem. W XV wieku dokonano kolejnej przebudowy, która nadała klasztorowi cechy gotyckie. W kolejnych stuleciach rola polityczna klasztoru spadła, zniszczeniu ulegały także zabudowania. Dopiero w XVIII wieku wspólnota benedyktynów na nowo zaczęła przeżywać rozkwit i dokonała przebudowy kompleksu klasztornego w stylu barokowym, która miała miejsce w latach 1760–1797. Klasztor zachował obowiązek udzielania stacji. 
W 1773 po I rozbiorze Polski Mogilno znalazło się pod zaborem pruskim, a nowe władze przejęły majątek klasztorny, a w 1816 zabroniły przyjmowania nowicjuszy. W 1833 klasztor został całkowicie zamknięty, a budynki oddane miejscowym katolikom (kościół) oraz ewangelikom (zabudowania klasztoru z przeznaczeniem na szkołę). Po 1880 w budynkach mieścił się szpital, przy czym kościół klasztorny nadal pełnił funkcję parafialne. Po powrocie Mogilna do Polski w klasztorze ponownie mieściła się szkoła oraz przytułek, w 1934 przeprowadzono remont, natomiast w czasie II wojny światowej niemieccy hitlerowcy rozlokowali w nim kolejno obóz przejściowy, obóz jeniecki, więzienie dla Żydówek oraz szpital.
W latach 70. XX wieku naukowcy z UMK podjęli badania archeologiczne i historyczne w klasztorze, dokonano wówczas również remontu obiektu.

## Architektura

### Kościół św. Jana Ewangelisty
Zespół mogileńskiego klasztoru znajduje się przy dzisiejszej ulicy Benedyktyńskiej. Wejście na teren zabudowań prowadzi przez osiemnastowieczną trójdzielną bramę (dawniej znajdował się tam most przez fosę). Obecny stan badań umożliwia stwierdzenie, iż pierwotna romańska świątynia na tym miejscu była orientowana, skonstruowana według modelu bazylikowego, z pseudotranseptem, którego ramiona były zamknięte od wschodu apsydami, pojedynczą wieżą od zachodu oraz dwupoziomowym prezbiterium. Z tego pierwotnego kościoła najlepiej zachowała się krypta zachodnia pod dawną wieżą, przekryta czterema polami sklepienia krzyżowego wspartymi na centralnym filarze. Krypta wschodnia, pochodząca z tego samego czasu, straciła pierwotne sklepienie na skutek obniżenia poziomu prezbiterium w 1. poł. XIII w. W trakcie tej przebudowy nadbudowano również mury prezbiterium w cegle. Z XI zachowały się również: mury prezbiterium i apsydy, mury naw bocznych w wysokości bliskiej pierwotnej, wschodnia para filarów międzynawowych, dolne partie murów wieży. Największe zmiany wprowadzono w okresie gotyku, przede wszystkim w 1. poł. XVI w. - rozebrano transept, nadmurowano ściany korpusu i założono sklepienia w miejsce drewnianych stropów. W XVIII wieku gotyckie okna i blendy przerobiono na styl barokowy, zaś wieżę zastąpiły dwie niższe konstrukcje zwieńczone hełmami. W 1913 przed fasadą wybudowano przedsionek w stylu neobarokowym.
W obecnej formie kościół jest bazyliką trójnawową bez transeptu, z prezbiterium na planie zbliżonym do kwadratu, zamkniętym od wschodu apsydą oraz z dwuwieżową fasadą zachodnią z przedsionkiem między wieżami. Korpus jest trójprzęsłowy. Prezbiterium oraz nawa główna są przekryte późnogotyckimi sklepieniami z 1. poł. XVI w.; w prezbiterium i nawie głównej są to sklepienia gwiaździste, w nawach bocznych zastosowano sklepienia kryształowe.
Wyposażenie wnętrz klasztoru i kościoła pochodzi z okresu przebudowy w XVIII wieku. Główny ołtarz reprezentuje styl rokokowy; jego centralnym punktem jest wcześniejszy, siedemnastowieczny obraz Matki Boskiej Śnieżnej. Z kolei w 1884 z ołtarzem została połączona płaskorzeźba – kopia Ostatniej Wieczerzy Leonarda da Vinci. Poza ołtarzem na wyposażenie kościoła św. Jana składają się stalle z lat 1760–1770, ołtarze boczne z tego samego okresu, rokokowa ambona oraz dziewiętnastowieczna chrzcielnica. Prospekt organowy  pochodzi z 1 poł. XVII wieku. W kaplicy bocznej znajduje się obraz Matki Boskiej Bolesnej. Pod całym kompleksem znajduje się zespół podziemi nakrytych sklepieniem kolebkowym, w których odnaleziono w latach 70. grób jednego ze średniowiecznych opatów mogileńskich oraz wiele naczyń z gliny. Krypta zachodnia uważana jest za drugie, obok wawelskiej krypty św. Leonarda, najlepiej zachowane w Polsce pomieszczenie podziemne z epoki romańskiej.

### Klasztor
Zabudowania klasztorne są trójskrzydłowe, obecne budynki datują się z XVI i XVIII wieku, były również kilkakrotnie przebudowywane w epokach późniejszych. Skrzydło południowe mieści dawne mieszkanie opata, refektarz oraz klasztorną kuchnię; w skrzydle wschodnim znajduje się dormitorium oraz pokoje zajmowane przez służbę, wreszcie skrzydło zachodnie zajmują pomieszczenia pomocnicze. Całość łączył pierwotnie krużganek, obecnie podzielony i niespełniający swoich pierwotnych zadań. Klasztor łączy się z kościołem, tworząc zamknięty czworobok. W wirydarzu znajduje się jedenastowieczna romańska studnia, zasypana około wieku XV, o pierwotnej głębokości około 14 metrów.

## Galeria

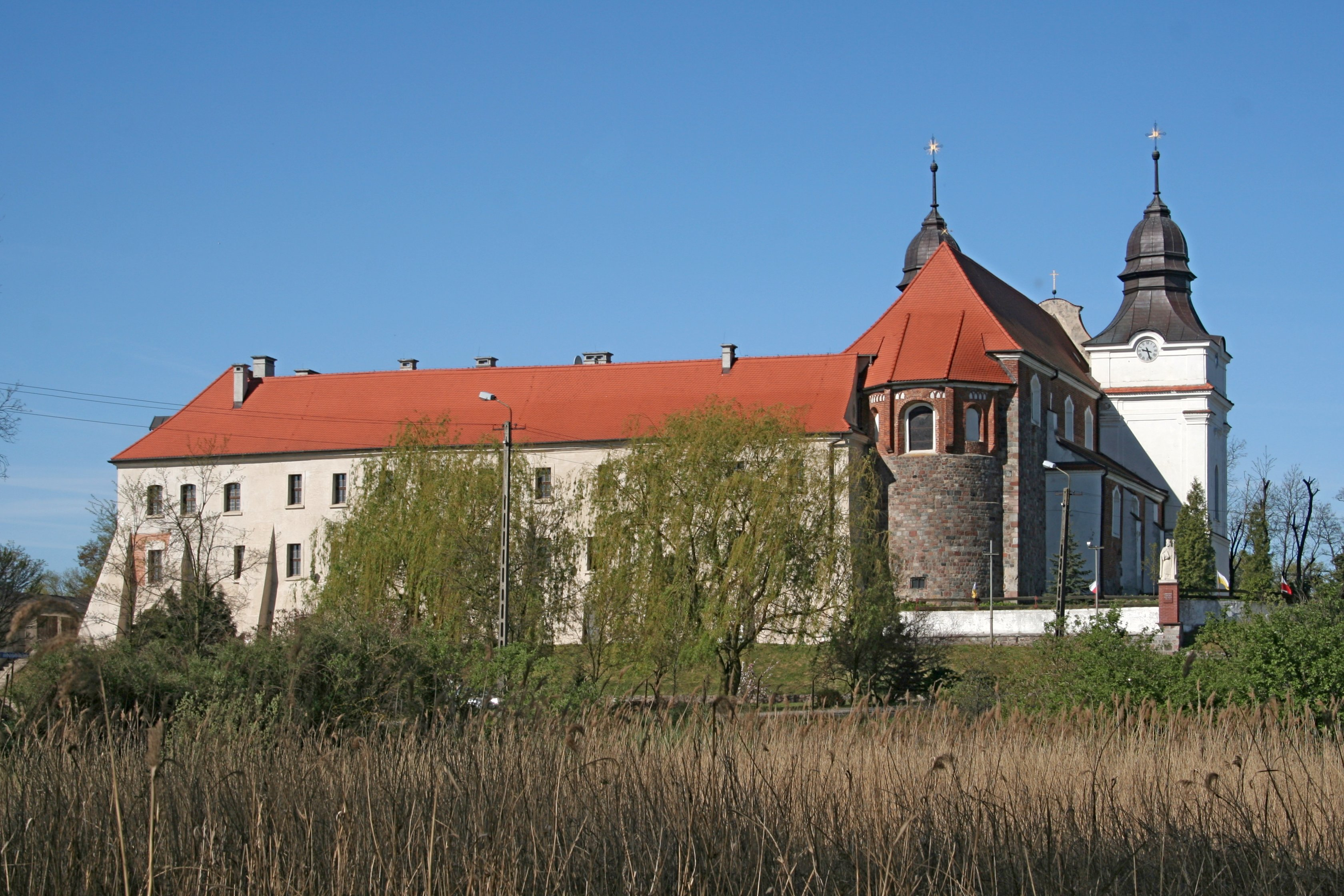
Widok zespołu klasztornego od strony wschodniej
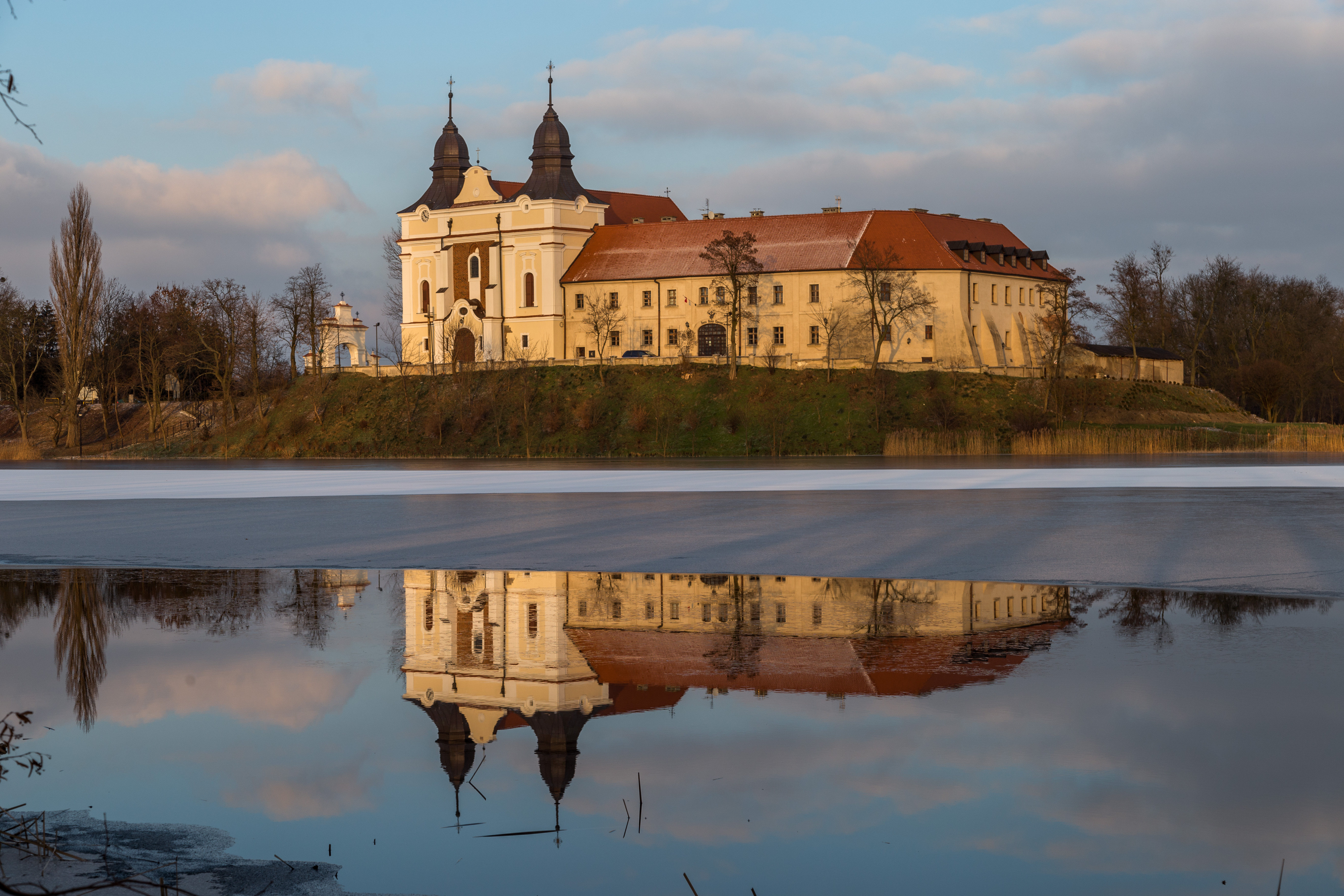
Zespół klasztorny od strony południowo-zachodniej
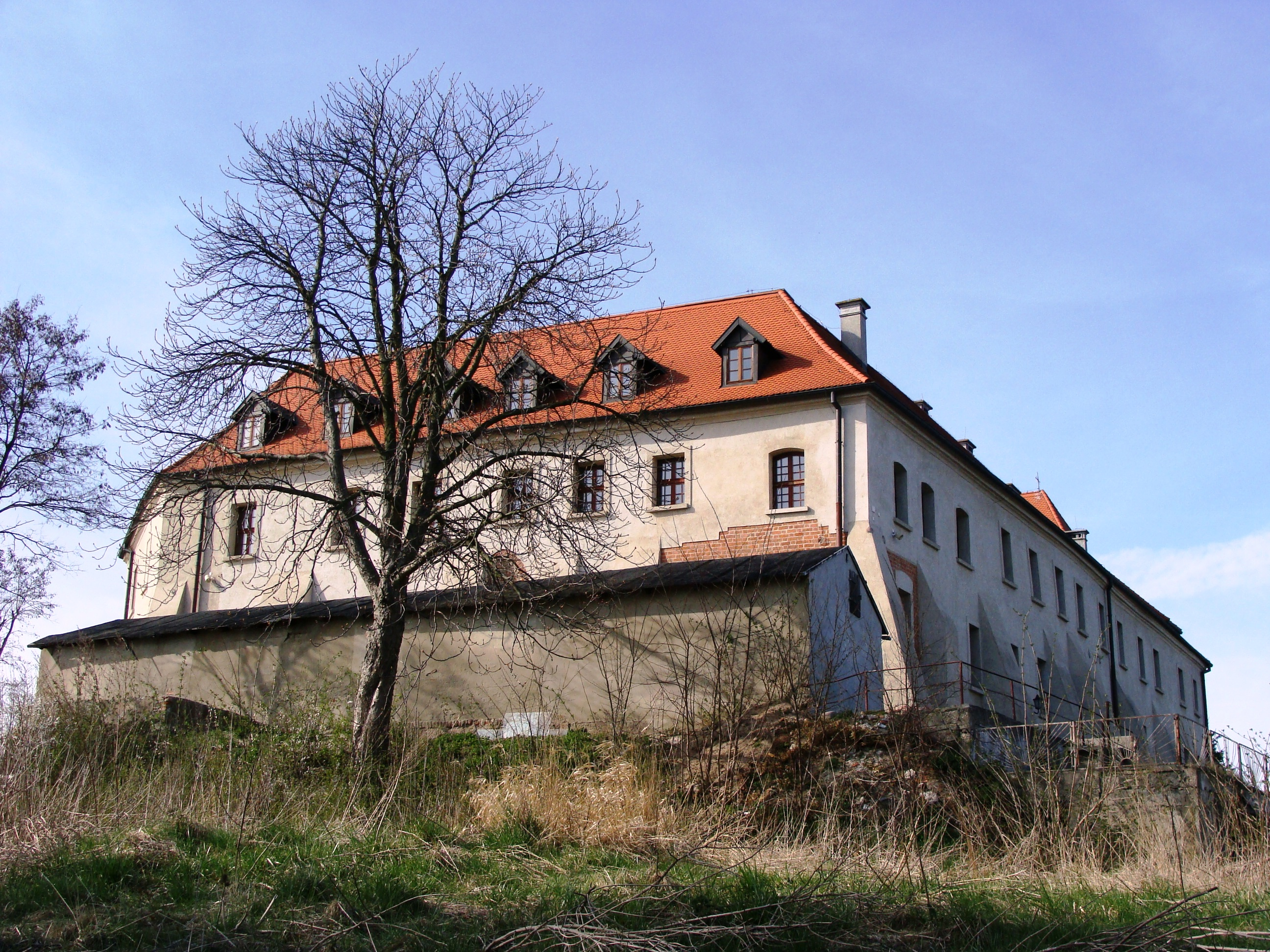
Klasztor od strony południowej
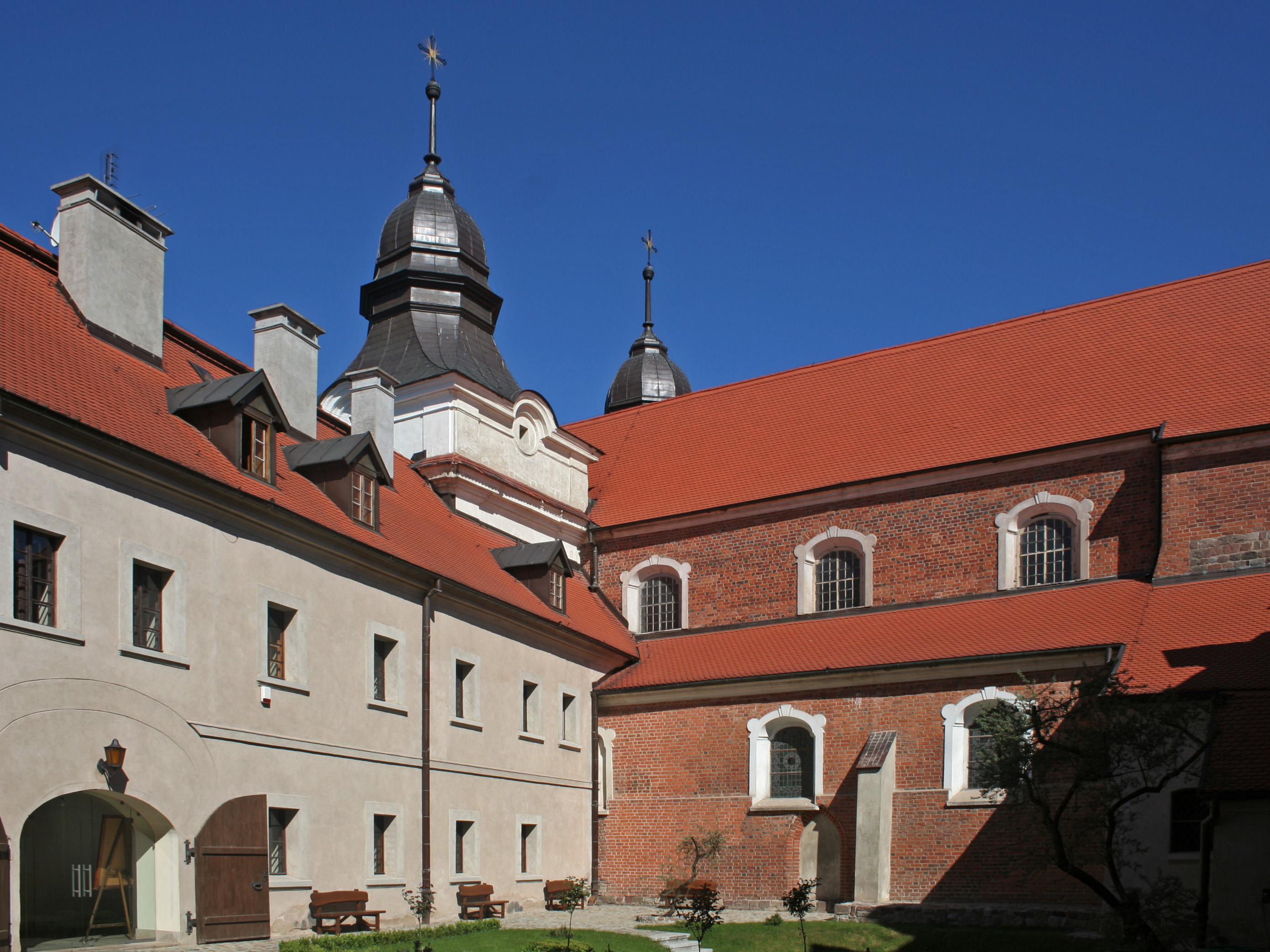
Wirydarz. Zach. skrzydło i kościół św. Jana
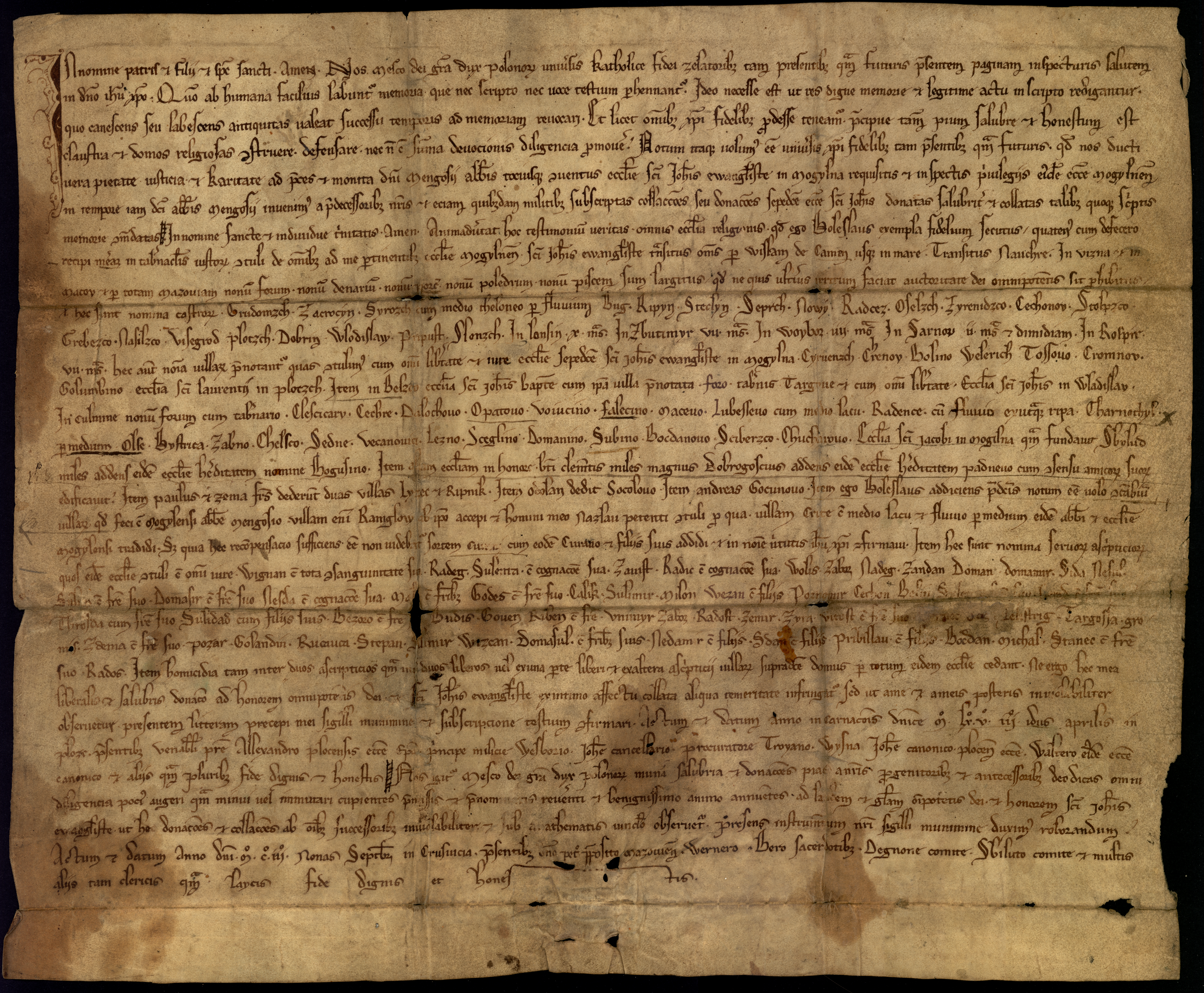
Falsyfikat mogileński
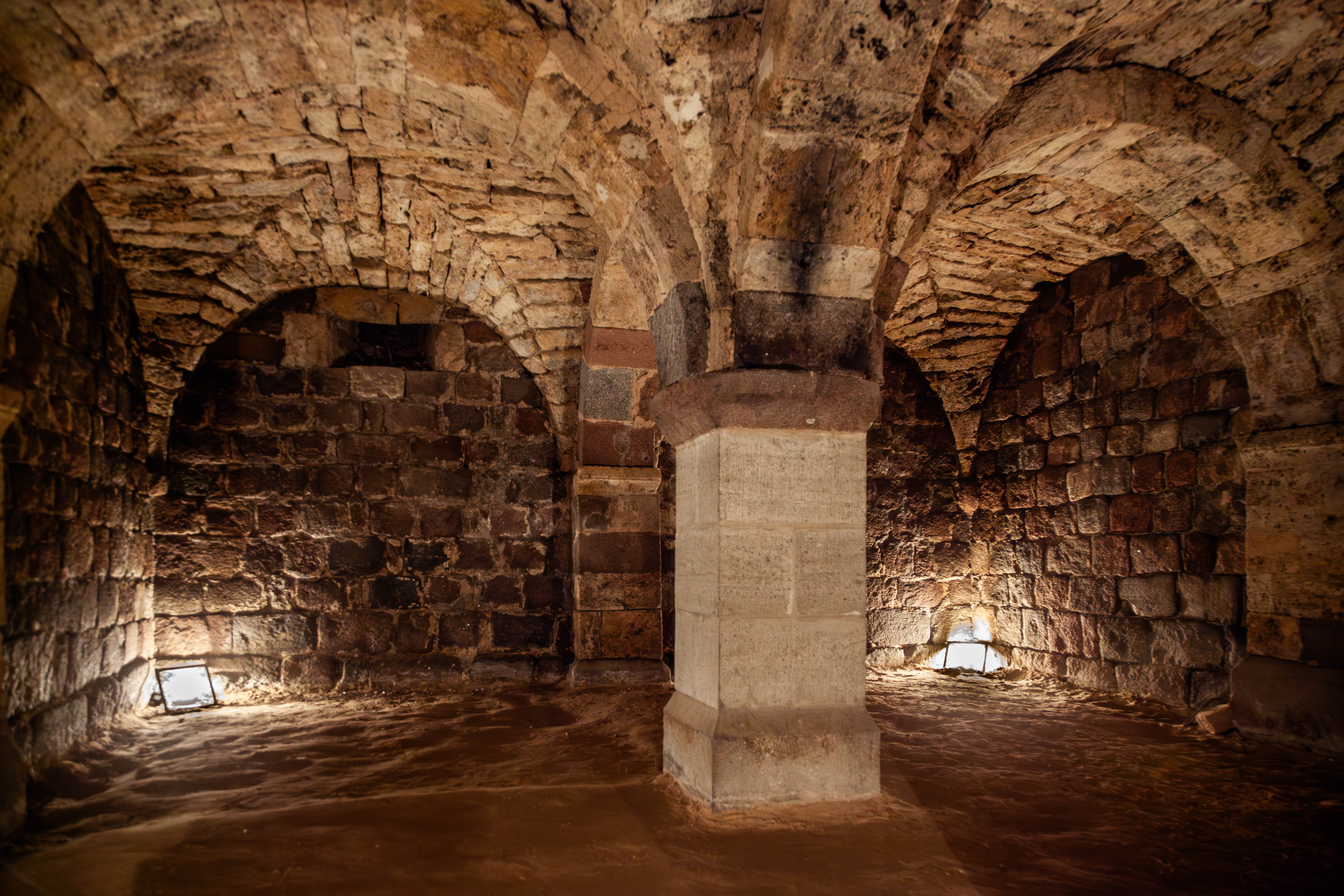
Krypta zachodnia
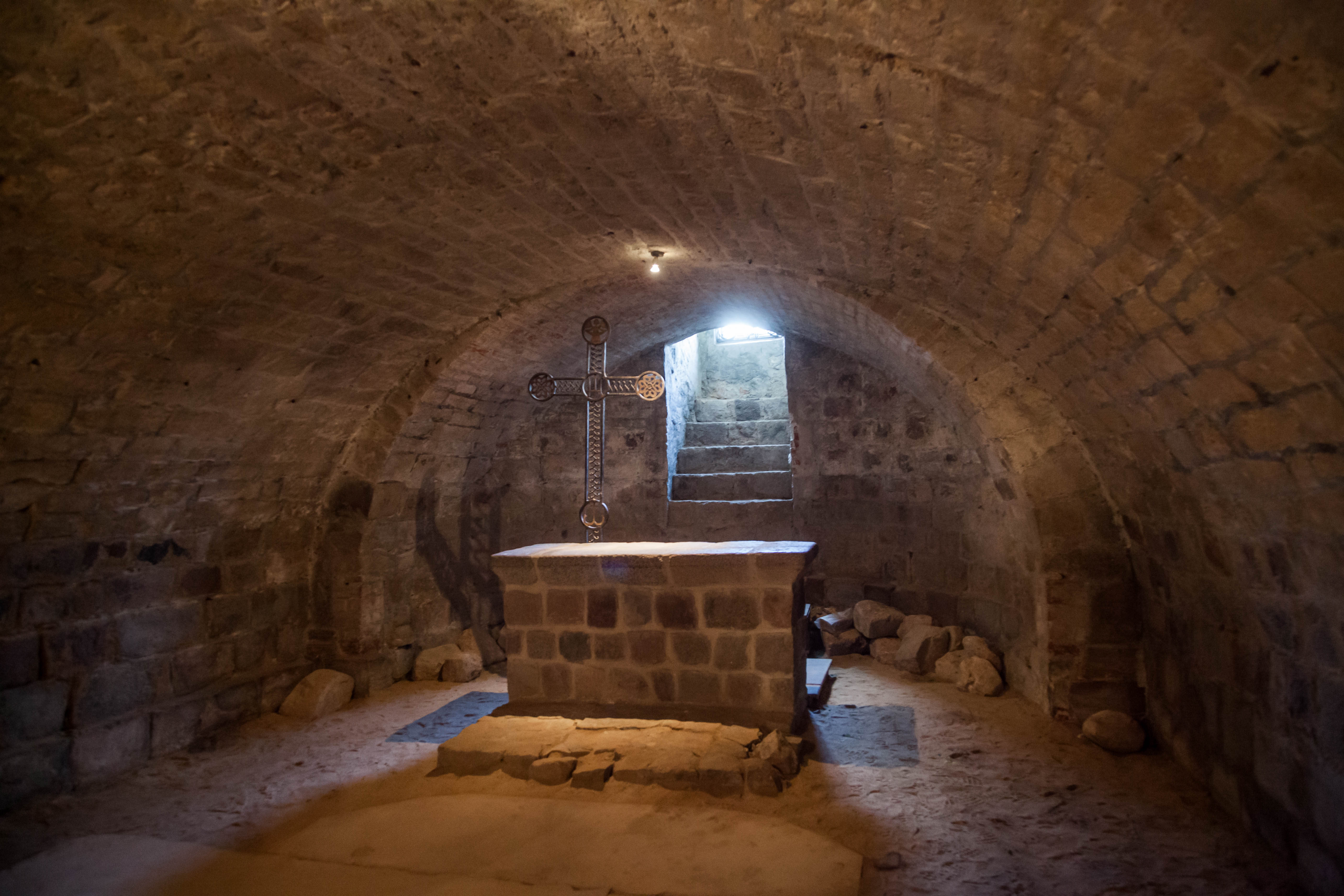
Krypta wschodnia
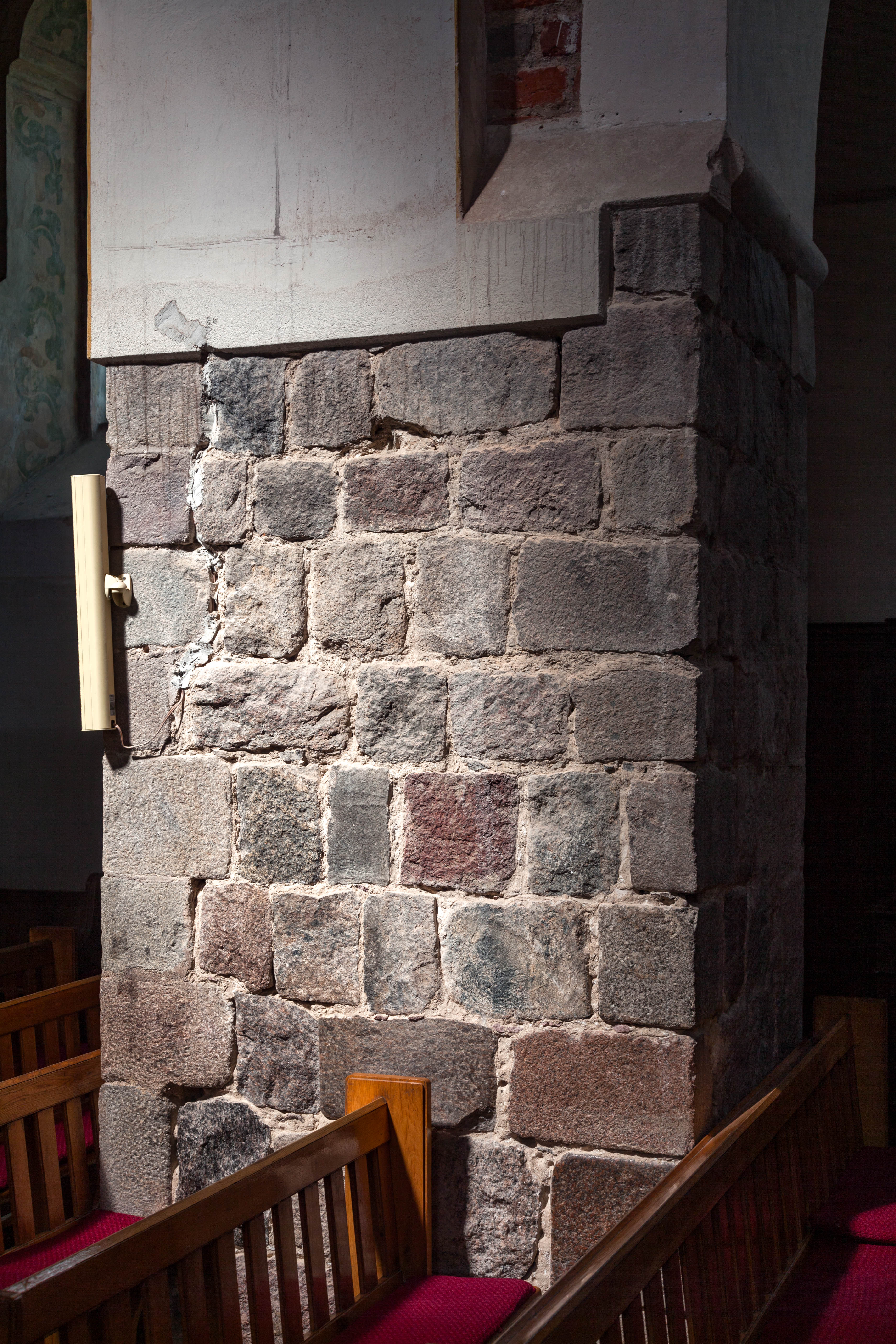
Jeden z romańskich filarów międzynawowych
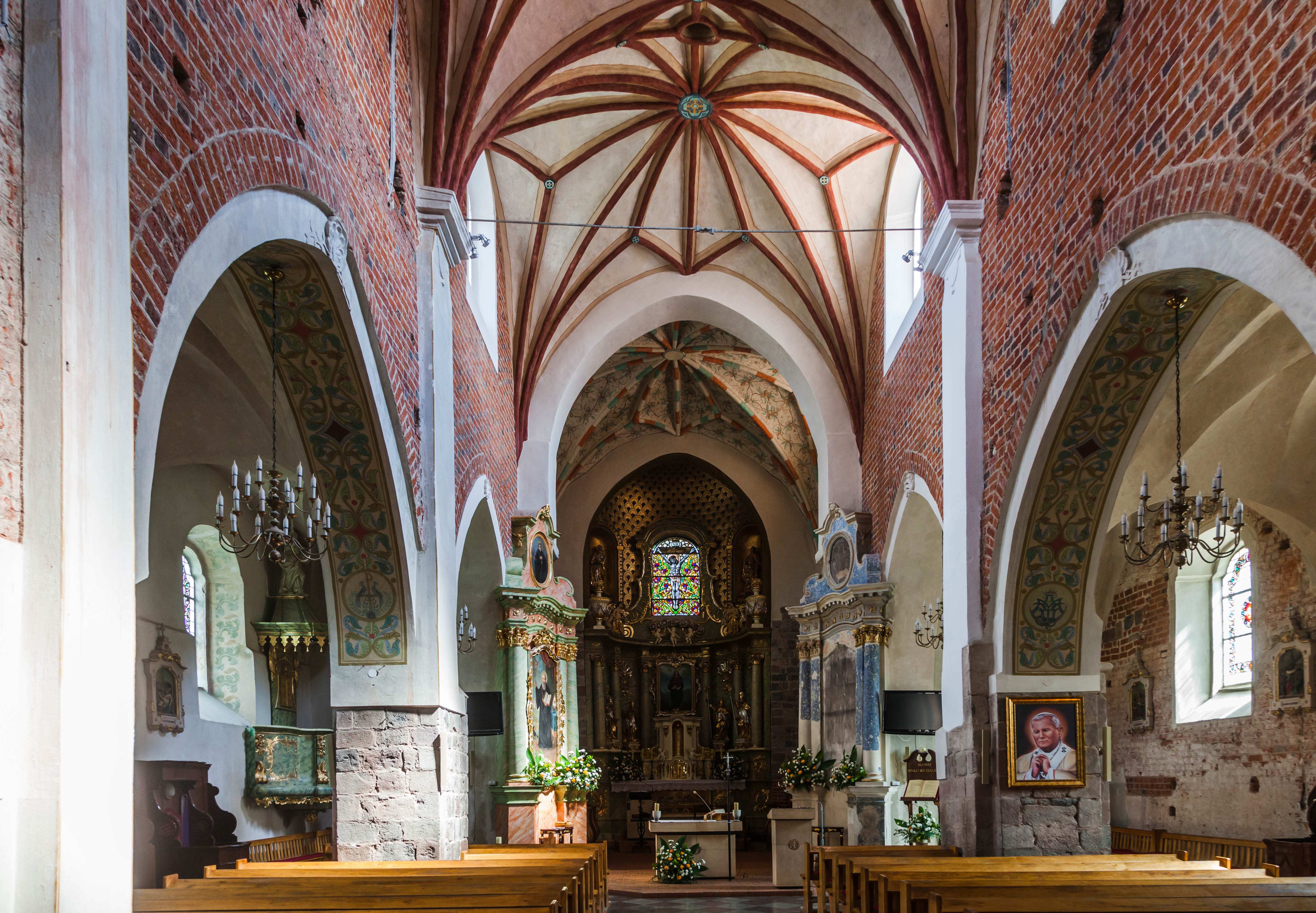
Wnętrze kościoła, widok w stronę wschodnią
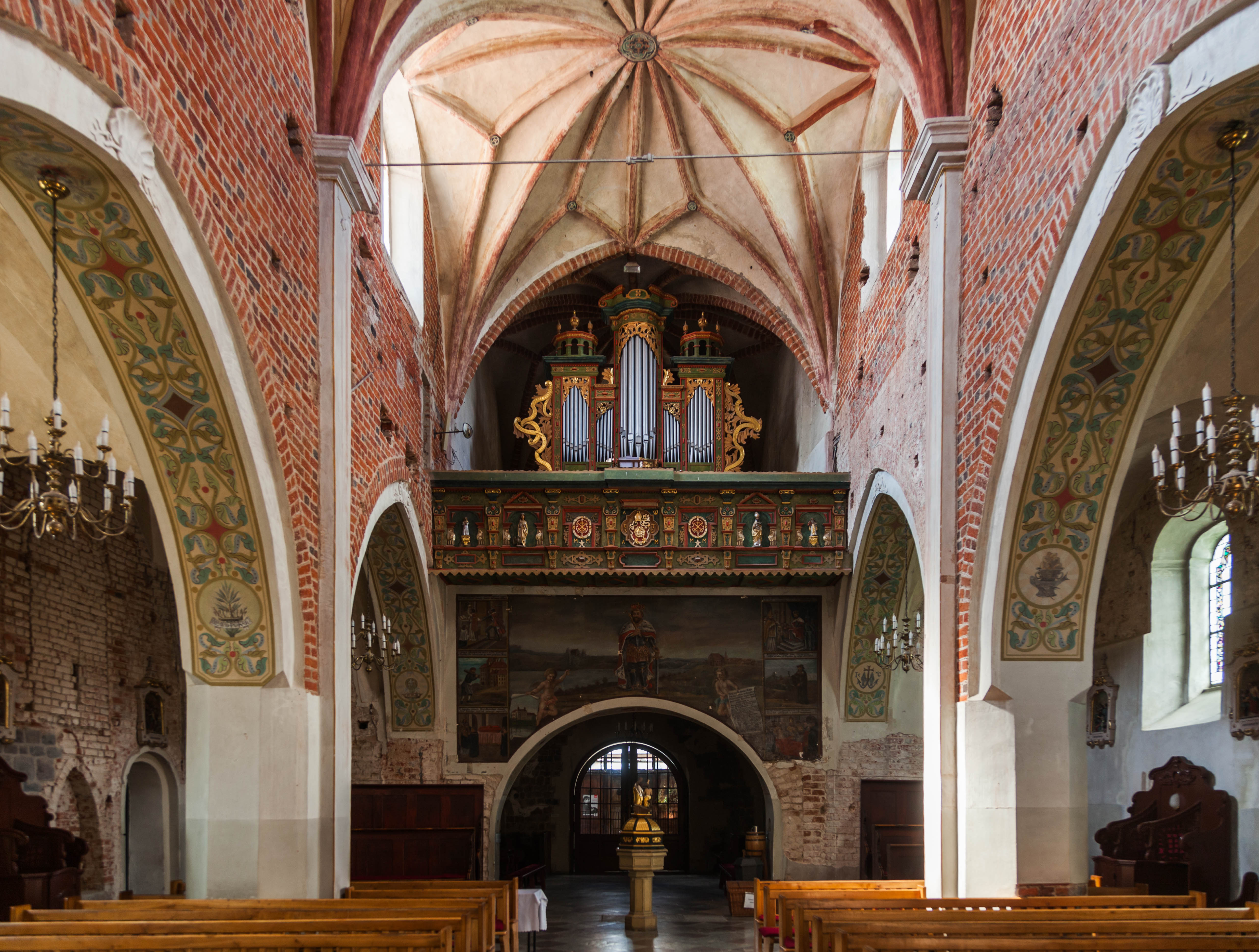
Wnętrze kościoła, widok w stronę zachodnią
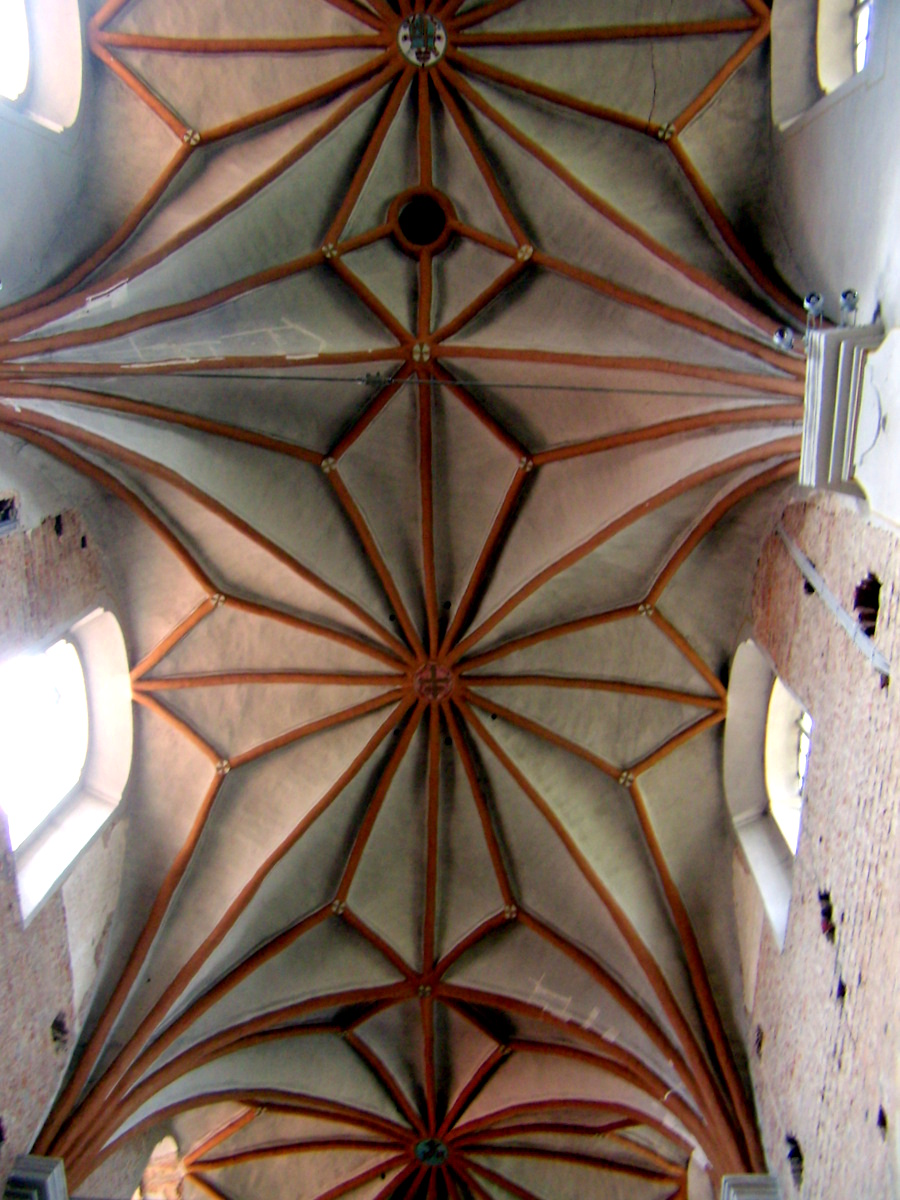
Gwiaździste sklepienie nawy głównej
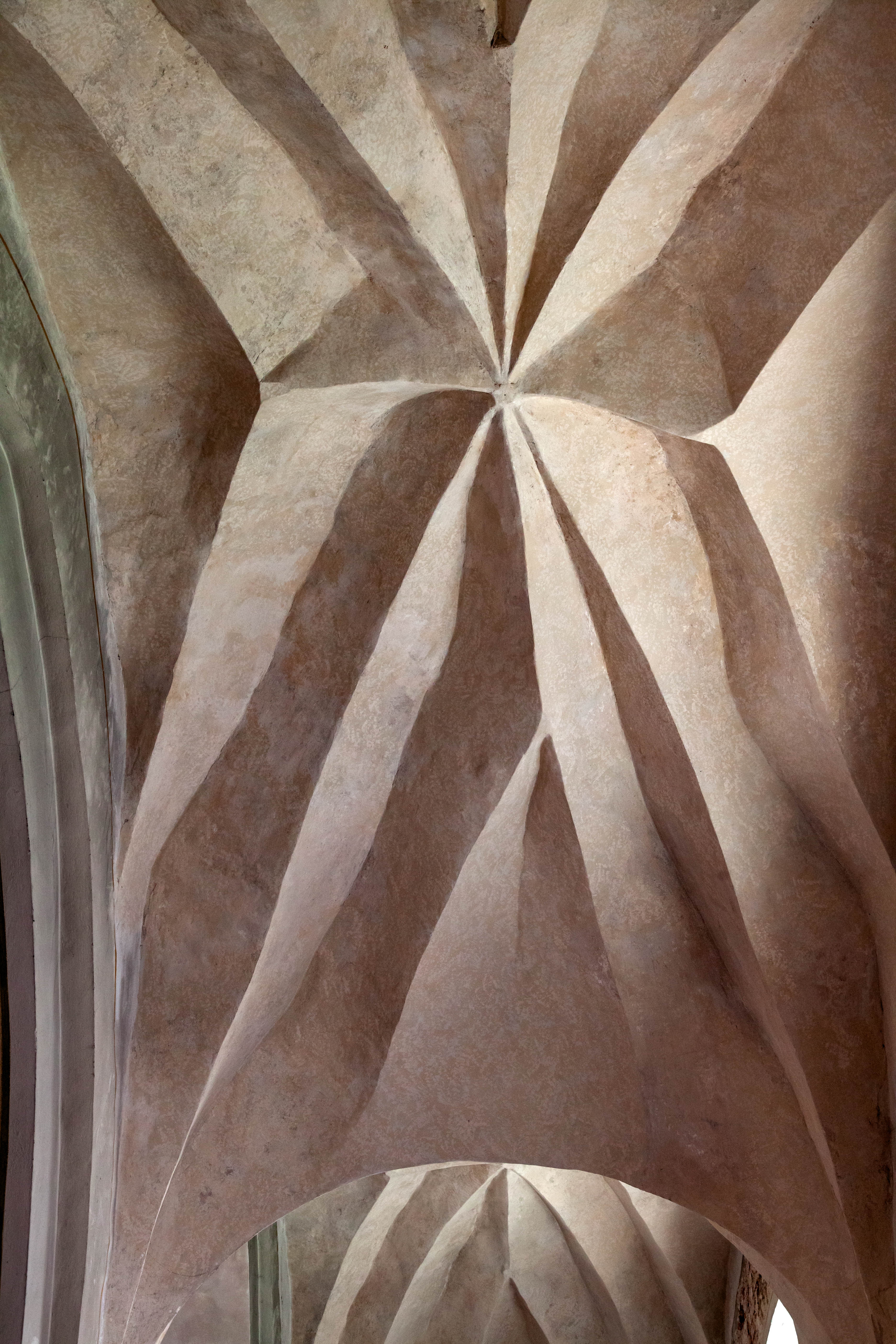
Kryształowe sklepienie nawy bocznej